# Timm Ulrichs
Pour les articles homonymes, voir Ulrichs.
Timm Ulrichs, né le 31 mars 1940 à Berlin (Allemagne), est un sculpteur et artiste conceptuel allemand.

## Biographie

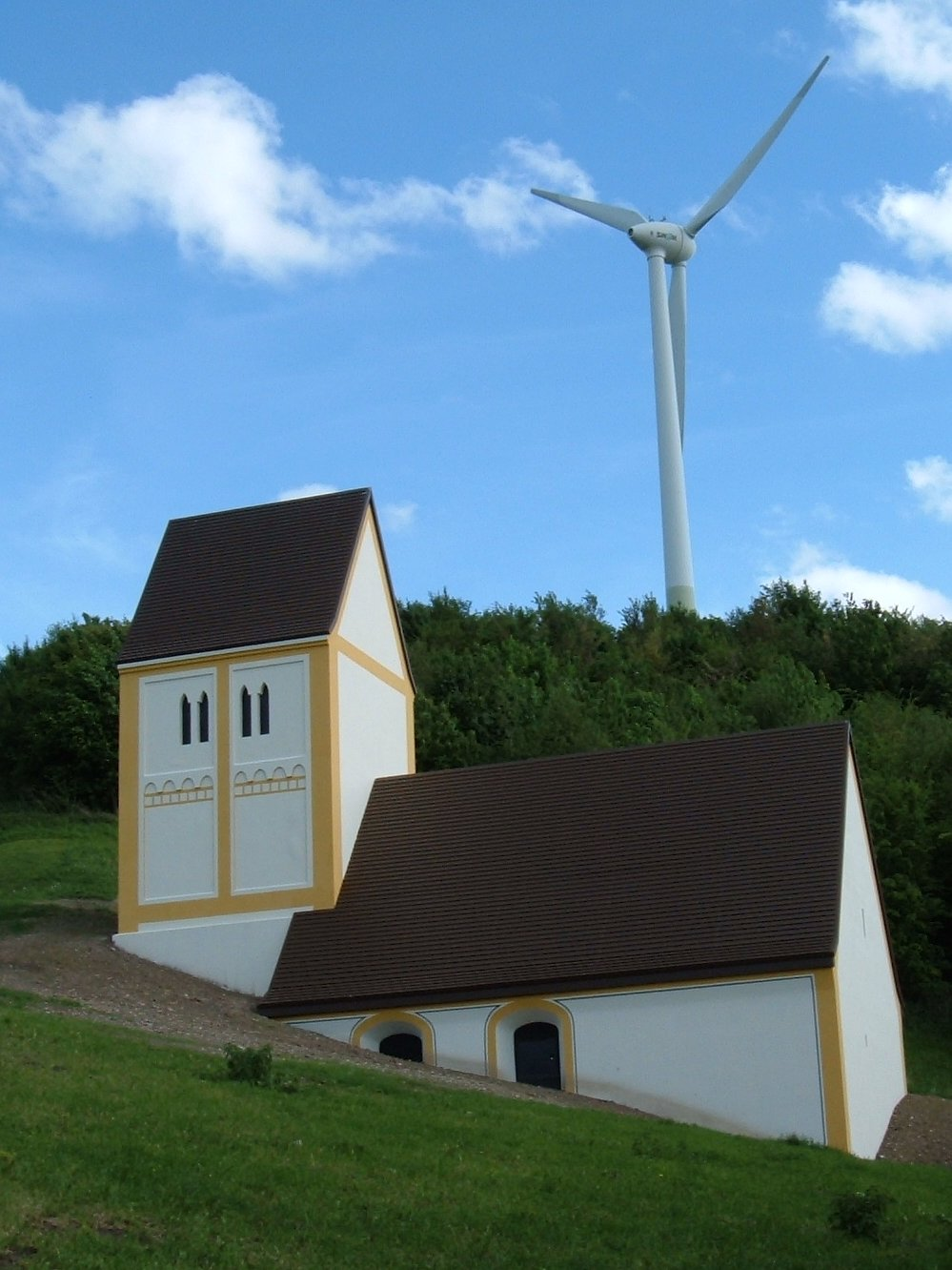
Versunkenes Dorf, Fröttmaning.

Ulrichs grandit à Wildeshausen et à Brême. Il étudie l'architecture à la Technische Hochschule de Hanovre à partir de 1959, mais abandonne en 1966. Dès le début de ses études, il est déjà actif en tant qu'artiste total. L'une de ses premières initiatives et la création d'une Werbezentrale für Totalkunst, Banalismus und Extemporismus. De 1969 à 1970, il est professeur invité à la Staatliche Hochschule für Bildende Künste de Braunschweig et, de 1972 à 2005, professeur de sculpture à l'Institut für Kunsterziehung (depuis 1987 Kunstakademie Münster, Hochschule für Bildende Künste) à Münster. Ulrichs est invité à participer à la documenta 6 dans la ville allemande de Cassel en 1977. Il reçoit le Preis für Kunst am Bau en 2009 avec son projet Versunkenes Dorf [Village englouti] à Fröttmaning, à l'Allianz Arena de Munich.
Le travail de l'artiste total peut être inclus parmi les mouvements artistiques tels que art conceptuel, art d'installation, art de l'objet (de), performance, art corporel, land art, art multimédia et art d'action. Ulrichs travaille également en tant que designer et graphiste. L'artiste vit et travaille à Münster.
Timm Ulrichs a exprimé sa volonté d'être enterré à la Künstler-Nekropole, un cimetière / parc / sentier de randonnée dans le quartier de Cassel-Harleshausen. Ce cimetière est destiné pour — et conçu par — les artistes de la documenta.
De novembre 2010 à janvier 2011, une double exposition est consacrée à Hanovre au travail d'Ulrichs au Sprengel Museum et au Kunstverein Hannover, sous le titre Betreten der Ausstellung verboten! Timm Ulrichs. Werke von 1960 bis 2010.

## Œuvres (sélection)
- Egozentrischer Steinkreis (1977/78), Kunst-Landschaft à Neuenkirchen (Lüneburger Heide)
- Findling (1978/80), Kunstwegen à Nordhorn
- So und so (1988/89), collection extérieure Skulpturenmuseum Glaskasten à Marl
- Das Ganze und die Teile (Denkmal für die jüdischen Opfer des Fascismus in Recklinghausen) (1990/91), Herzogswall / Westerhalterweg à Recklinghausen
- Kopf-Stein Pflaster (1980/94)[1], Schiffgraben à Hanovre
- Musterhäuser, Typ Bomarzo (1979/94)[2], Musée de Sculpture en plein air de Middelheim à Anvers (2001)
- Gekippter Fluss - Natur in Fertigteilen (1997), Skulpturen-Rundgang Schorndorf à Schorndorf
- Blinker II (2000)[3], Waldskulpturenweg - Wittgenstein - Sauerland - travail photocinétique à Schmallenberg
- Versatzstück (1969-2001), parcours de sculpture Skulpturenachse Eschborn (2009) à Eschborn et Bad Homburg vor der Höhe (2010)
- Baum-Krone / Baum-Säge (1990/2005), Parc de sculptures du Neues Museum Nürnberg à Nuremberg
- Versunkenes Dorf (2004/06)[4], Fröttmaning près de Munich

## Galerie de photos

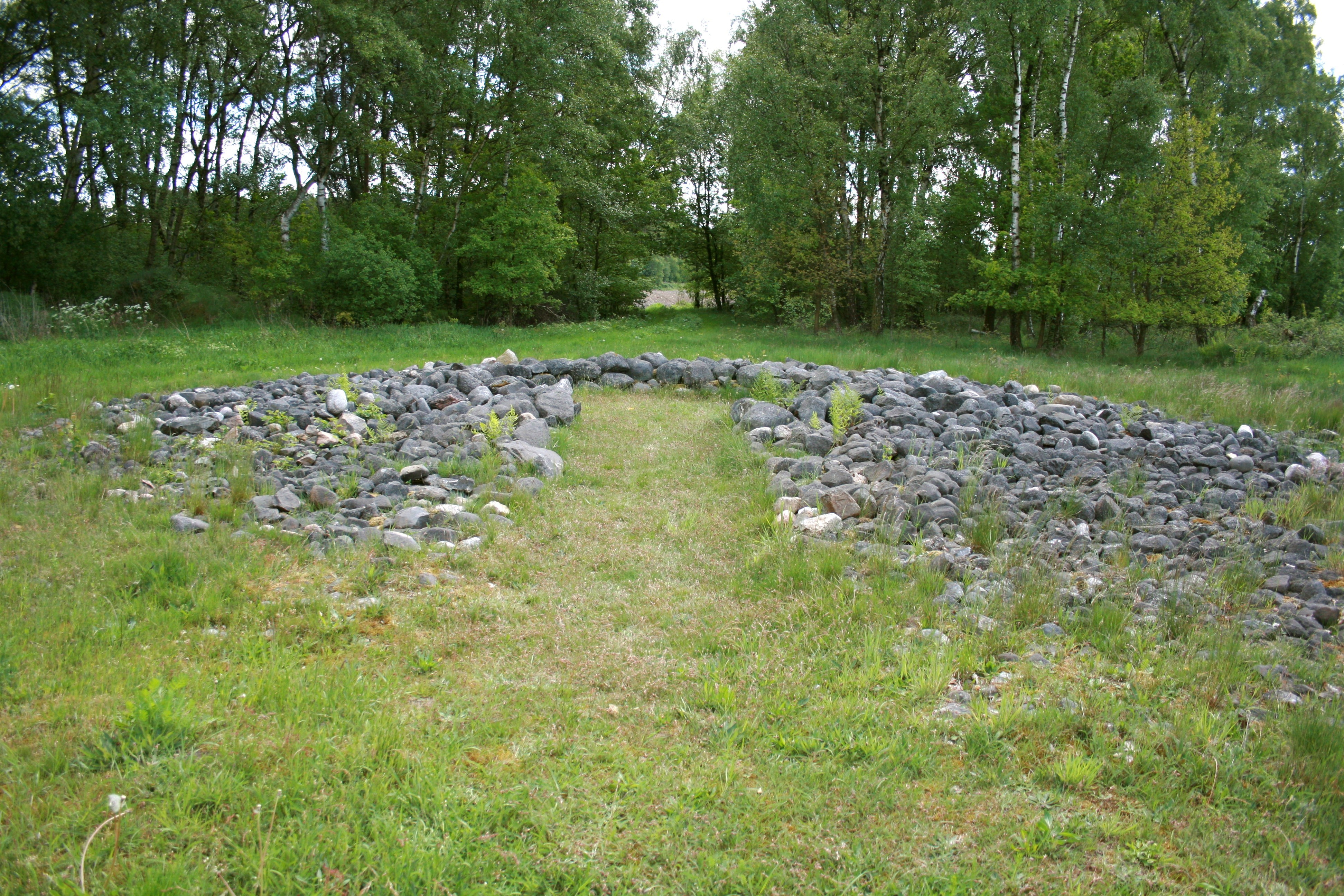
Nr. 4 : Egozentrischer Steinkreis (1977/78)
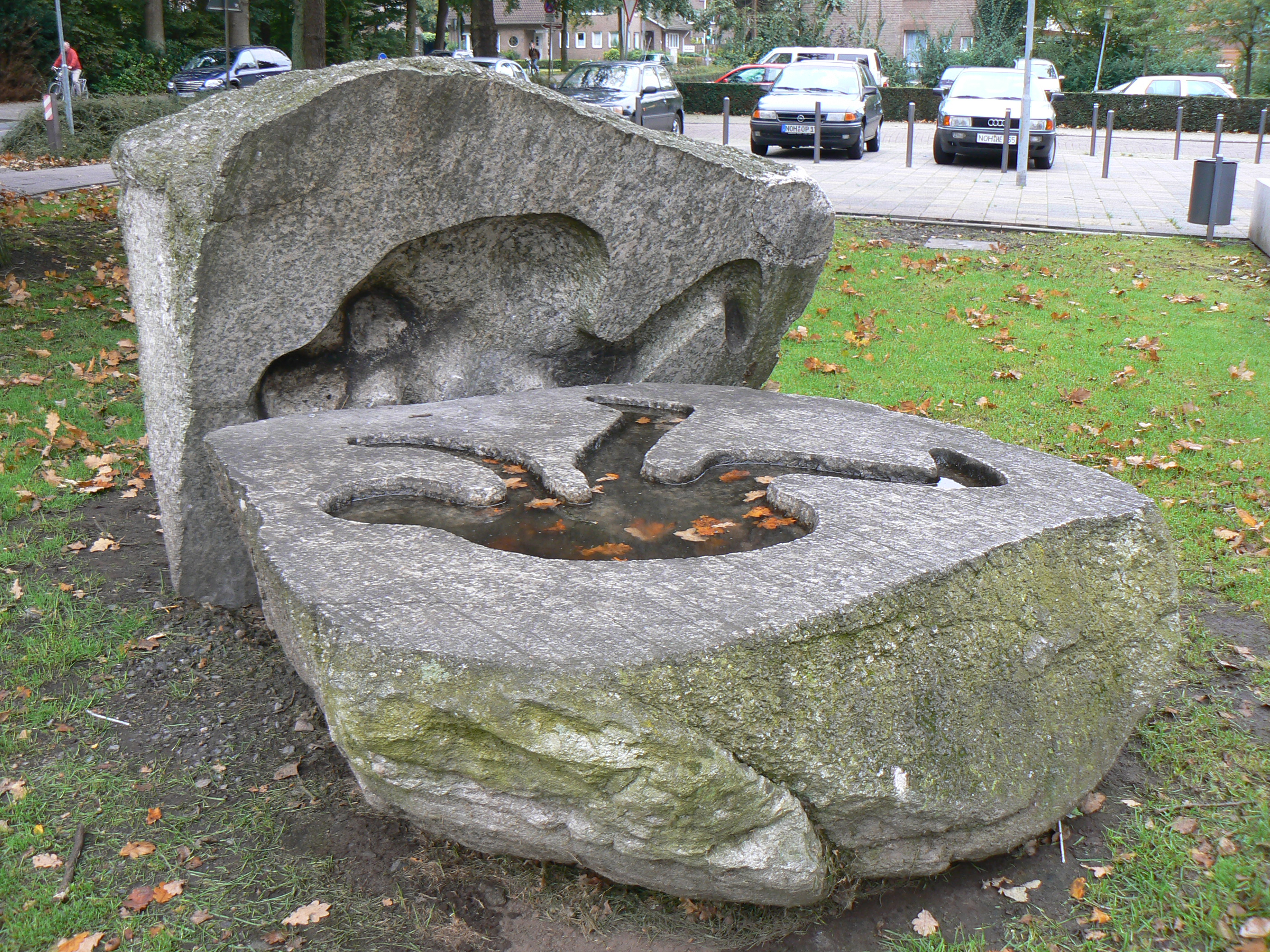
Findling (1978/80)
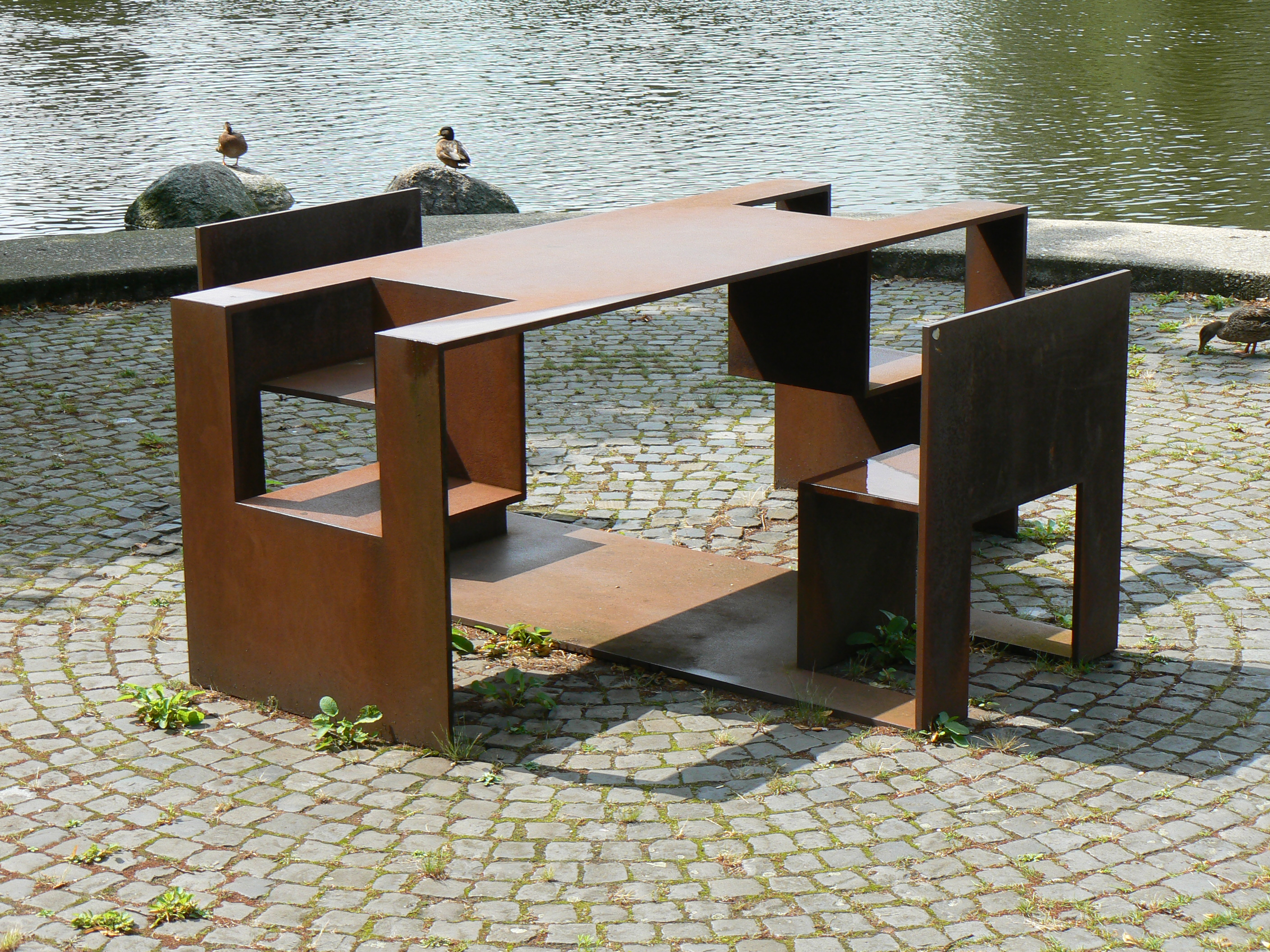
So und so (1988/89)
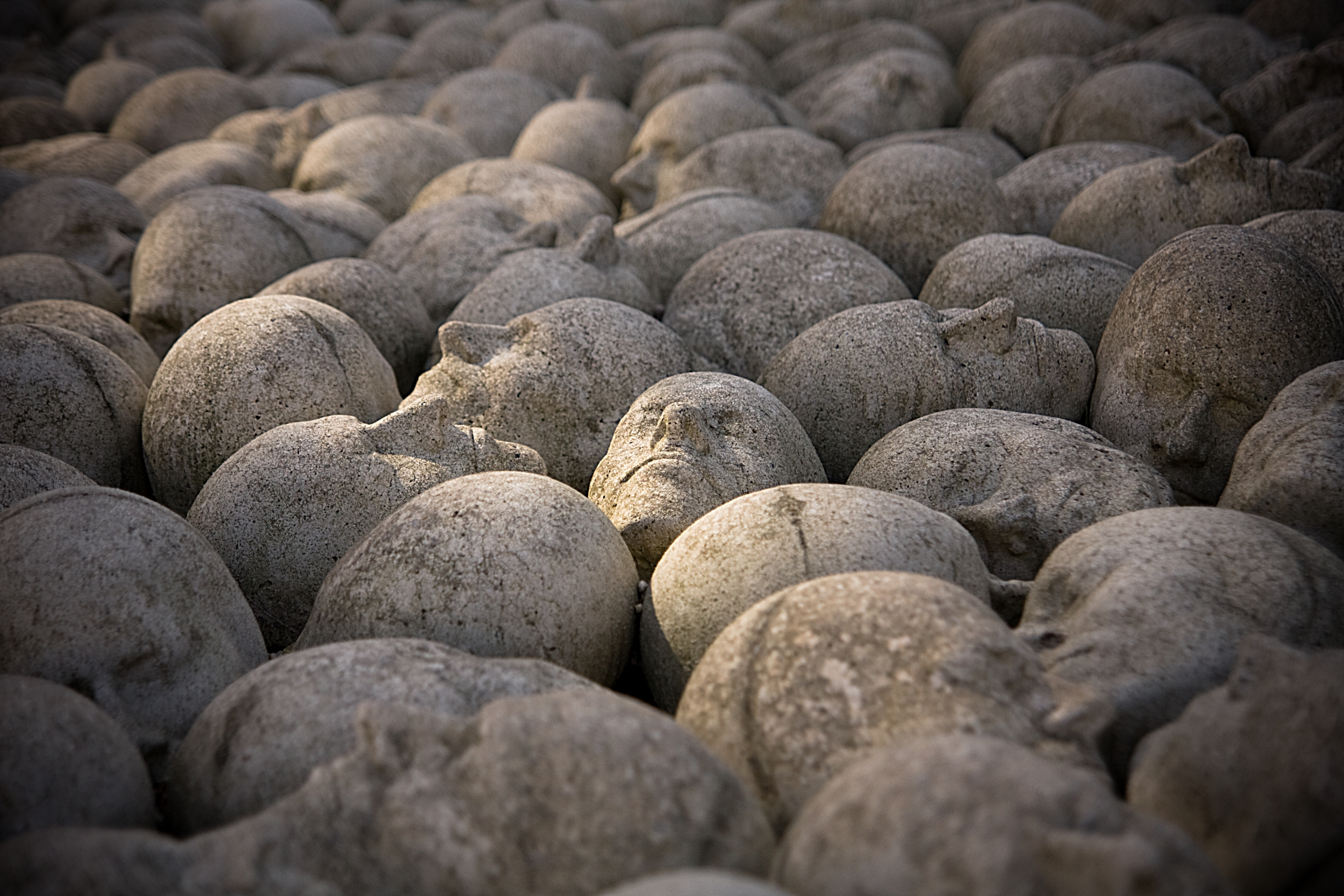
Kopf-Stein Pflaster (1980/94)
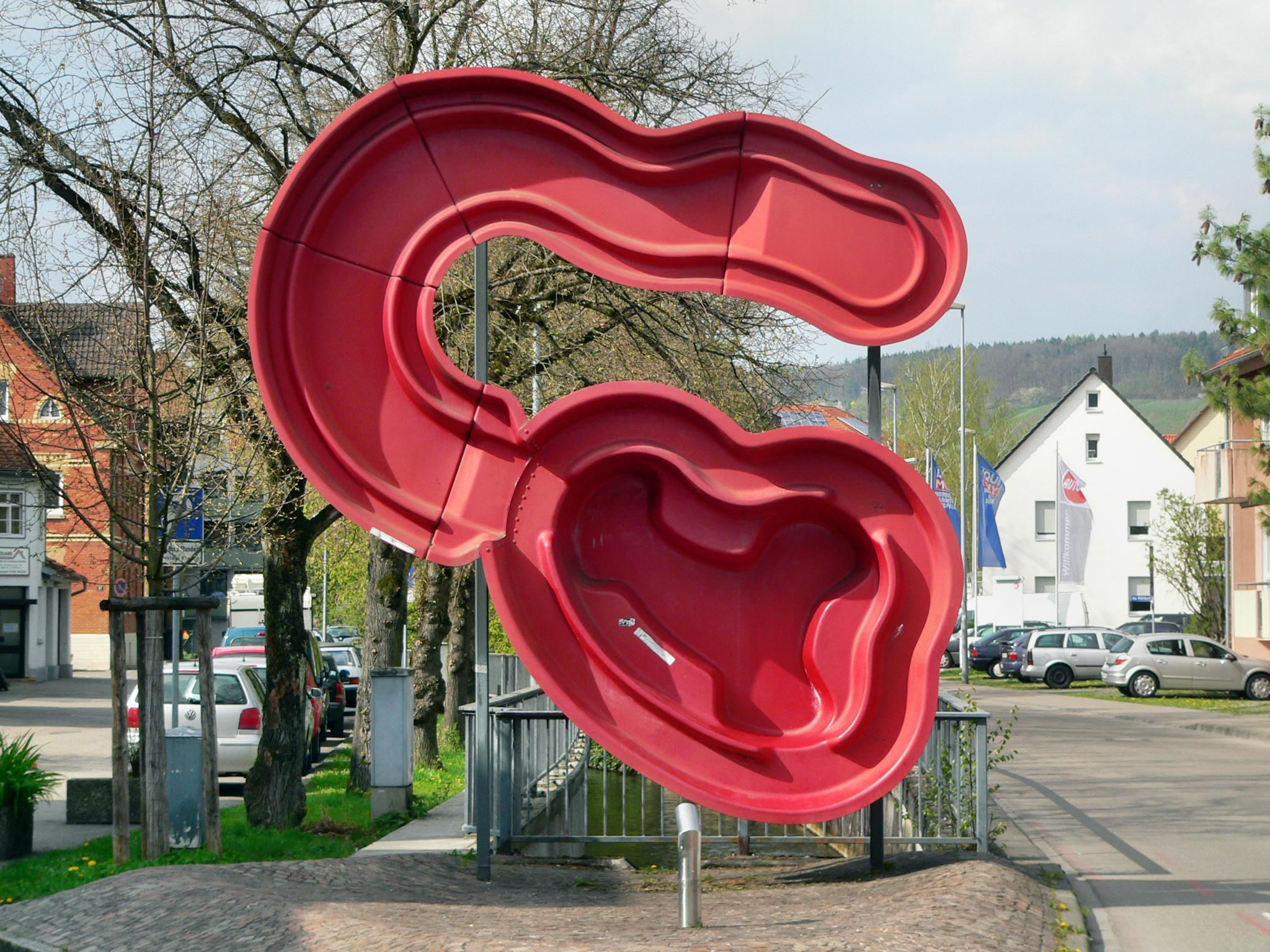
Gekippter Fluss - Natur in Fertigteilen (1997)
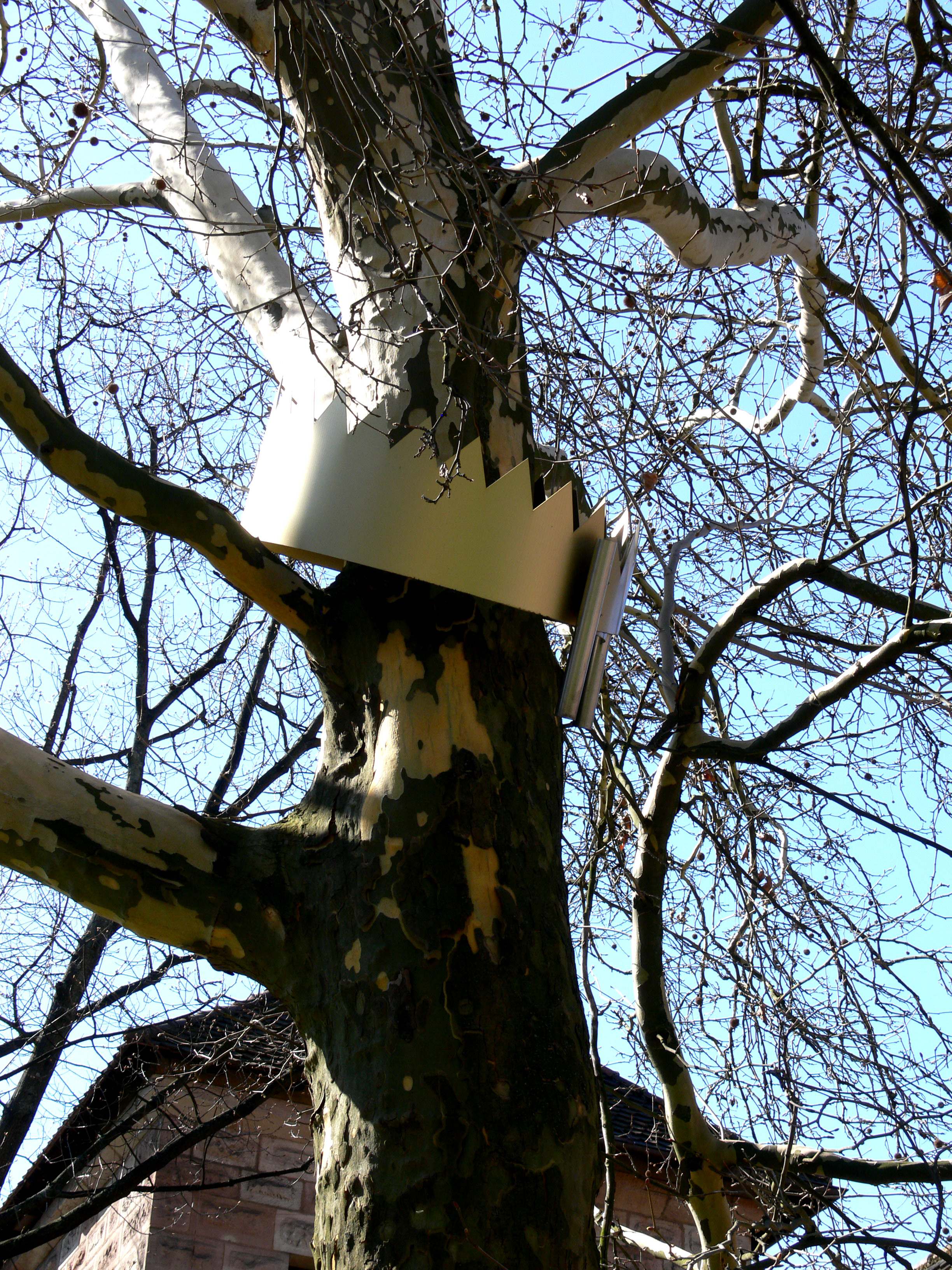
Baum-Krone/Baum-Säge (1990/2005)
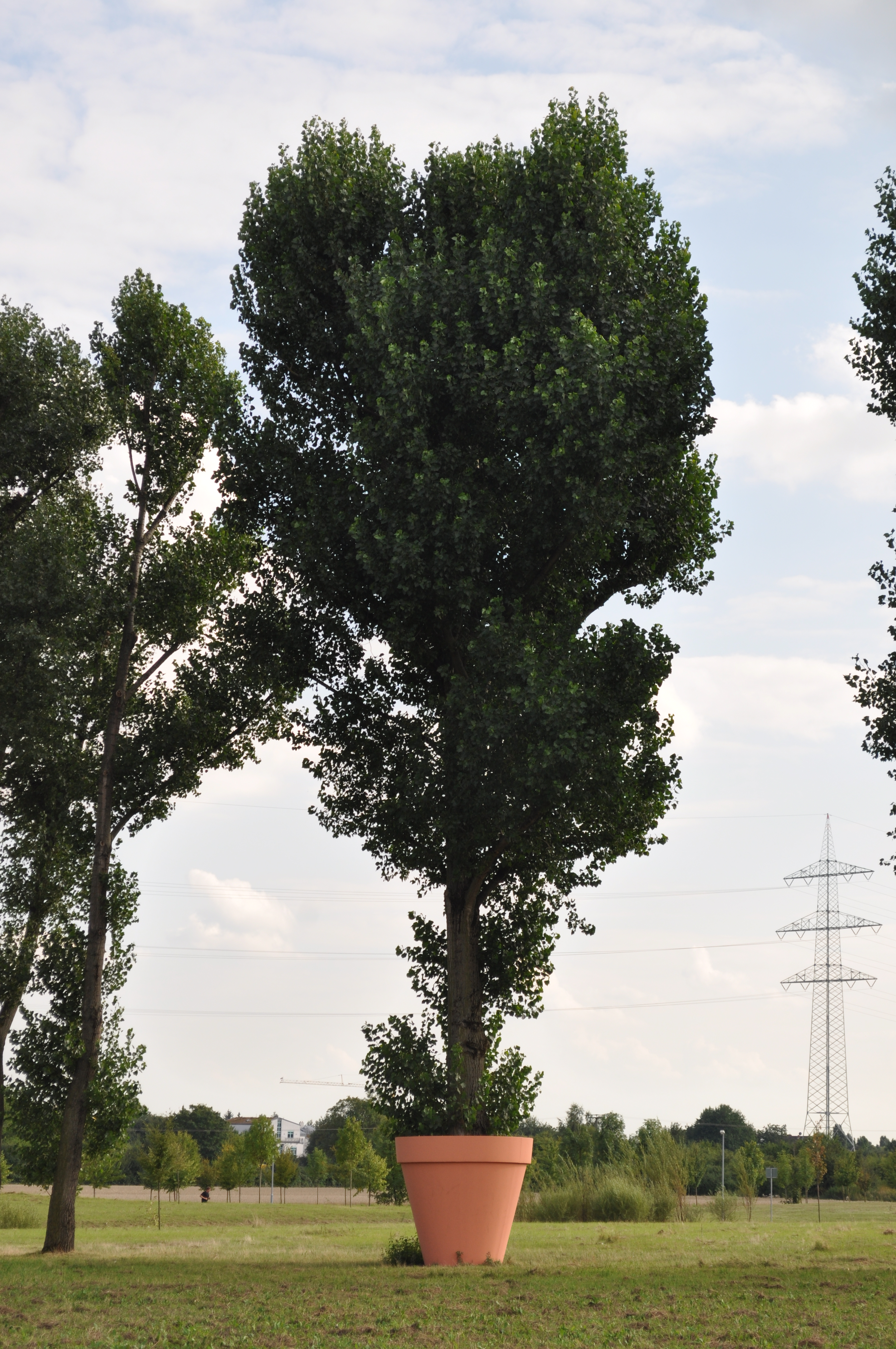
Versatzstück (2009) - Eschborn
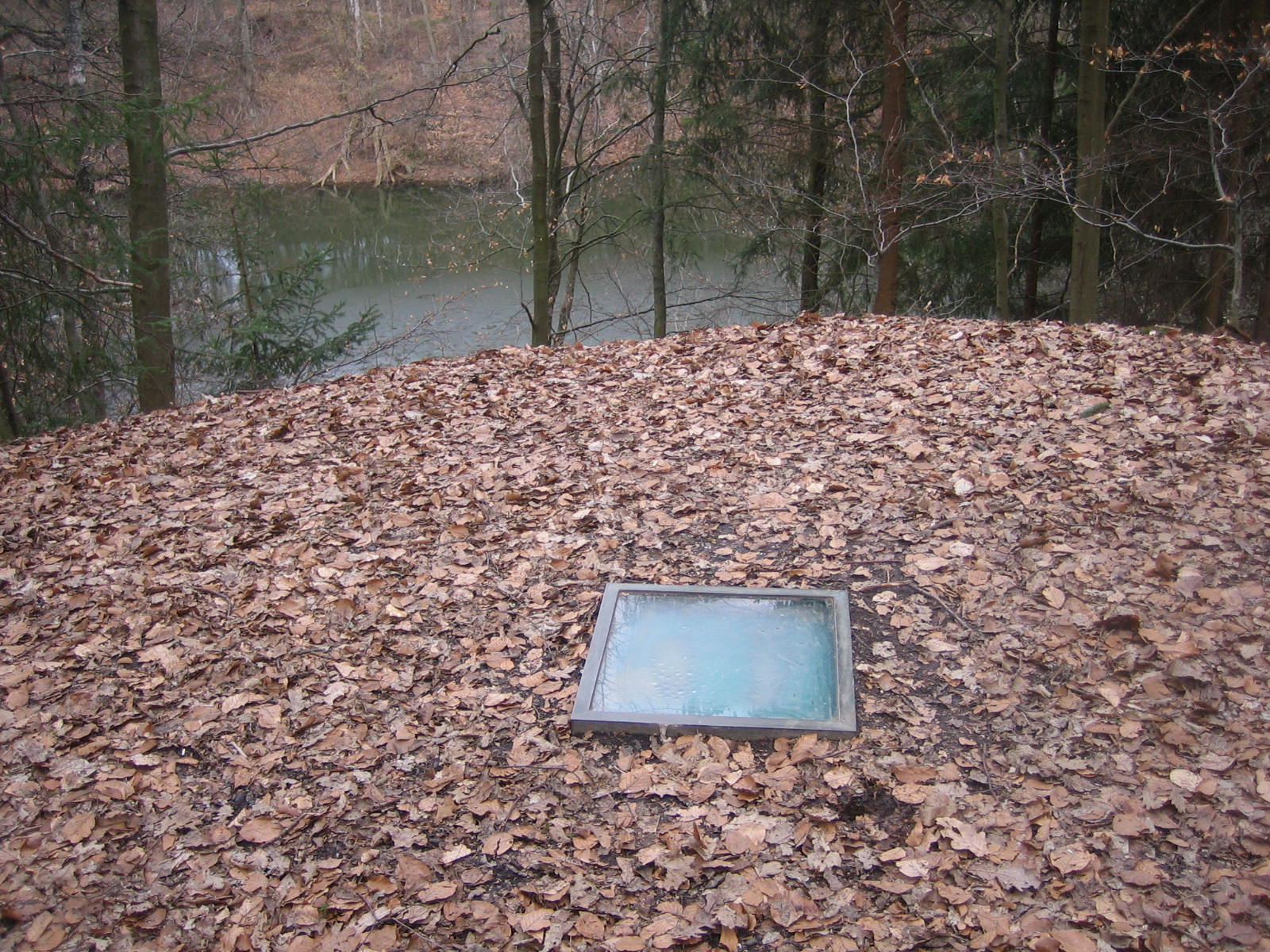
Tombe de Timm Ulrichs à la "Künstler-Nekropole" à Cassel